# Engelbert Kleiser

Pfarrer Engelbert Kleiser

Engelbert Kleiser (* 24. Oktober 1842 in Schollach; † 14. Oktober 1931 in Bickesheim bei Durmersheim) war ein römisch-katholischer Priester der Erzdiözese Freiburg. Von den Gläubigen wird er bis heute als „deutscher Pfarrer von Ars“ verehrt.

## Leben
Engelbert Kleiser stammte aus Schollach im Hochschwarzwald. Dort wurde er im Jahr 1842 geboren. Sein jüngerer Bruder Johannes Baptist Kleiser (1845–1919) wurde ebenfalls Priester und war Gründer der Kanisiusschwestern.
Am 4. August 1869 wurde Engelbert Kleiser von Weihbischof Lothar von Kübel, seit April 1868 Erzbistumsverweser des Erzbistums Freiburg i. Br., zum Priester geweiht.
In Hagnau am Bodensee war er Kaplan bei Pfarrer Heinrich Hansjakob, dem bekannten Schriftsteller aus Haslach im Kinzigtal.
Als Pfarrer war er in Göschweiler bei Löffingen tätig.
Im Jahr 1898 kam Engelbert Kleiser 1898 an die Wallfahrtskirche Maria Bickesheim bei Durmersheim. Dort übernahm er eine Benefiziatenstelle.

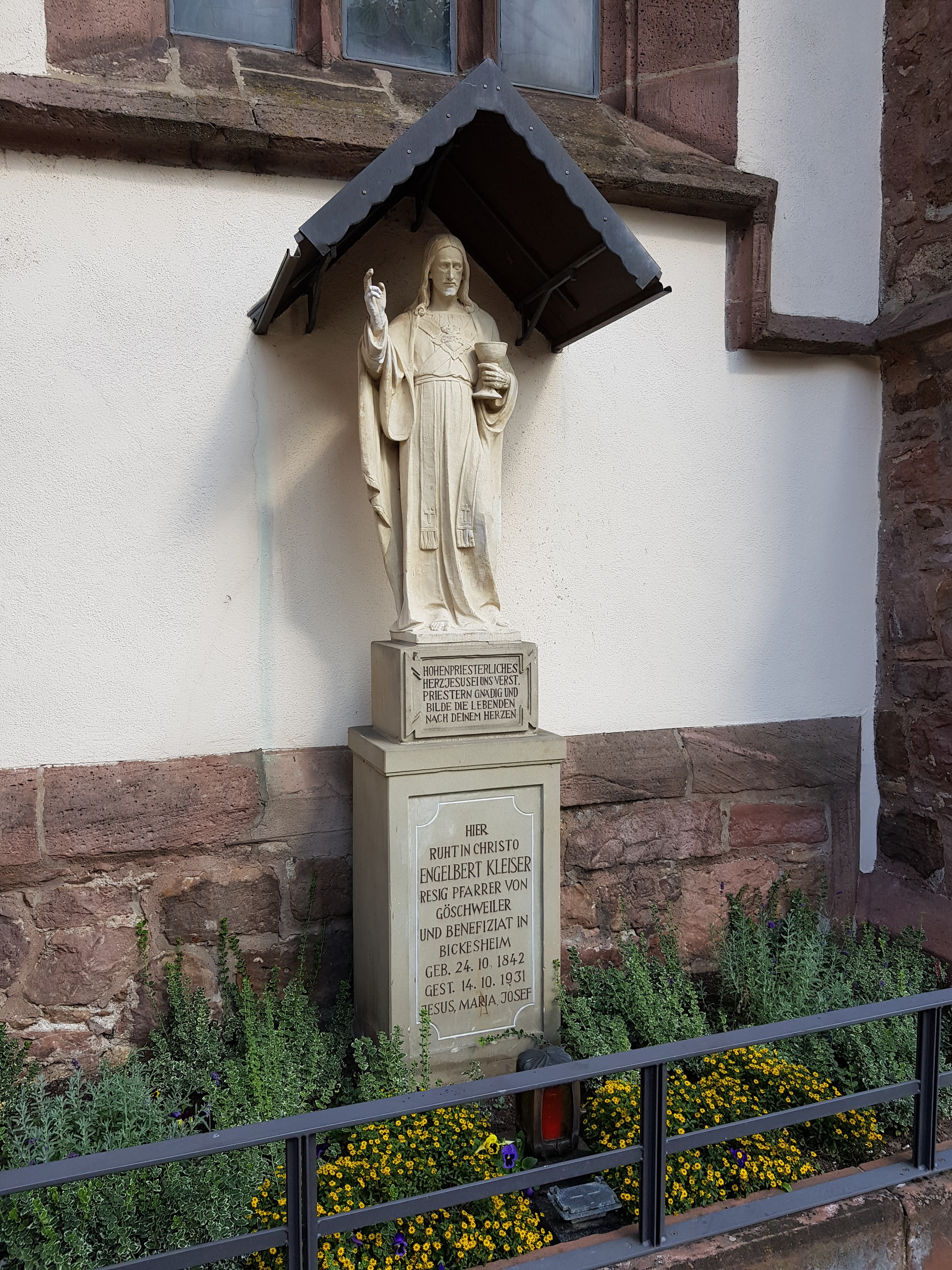
Grab von Engelbert Kleiser an der Südfassade der Bickesheimer Wallfahrtskirche

Die Einwohner und Pilger verehrten ihn wegen seiner frommen, selbstlosen und hilfsbereiten Art wie einen Heiligen. In seiner Bickesheimer Zeit lebte die Wallfahrt wieder neu auf und erfuhr ständig wachsenden Zuspruch. Infolge einer Augenkrankheit war er in den letzten 30 Lebensjahren blind. Im Volksmund ist er bis heute als „Blinder Pfarrer von Bickesheim“ bekannt.
Als Engelbert Kleiser 1931 starb, wurde er unter großer Anteilnahme der Bevölkerung aus Durmersheim und Umgebung an der Südfassade der Wallfahrtskirche beerdigt.
In Durmersheim wurde die Engelbert-Kleiser-Straße, die vom Bickesheimer Platz abgeht, nach dem beliebten Pfarrer benannt. Im Durmersheimer Heimatmuseum ist eine Engelbert-Kleiser-Ecke mit persönlichen Gegenständen des Pfarrers eingerichtet, die an das segensreiche Wirken des blinden Pfarrers erinnert.